# 막시모스 플라누디스
막시모스 플라누디스(그리스어: Μάξιμος Πλανούδης, Maximus Planudes, 1260년 ~ 1330년)는 동로마 제국 시기 그리스 지역의 사제이자 학자, 서적 편집가, 번역가, 문헌학자, 신학자로 콘스탄티노폴리스에 거주하였다. 플라누디스의 라틴어-그리스어 번역본은 동방의 고대 지식을 서유럽의 라틴어 문화권에 전해주는 중요한 기능을 하였다. 오늘날 그는 그리스 사화집의 저명한 편집자로 알려져 있기도 하다.

## 생애
막시모스 플라누디스는 동로마 제국의 미카엘 8세와 안드로니코스 2세 통치 기간 동안 살았다. 플라누디스는 비티니아 지방의 니코메디아 지역에서 태어났으나, 그의 일생 대부분은 콘스탄티노폴리스에서 보냈다. 그는 사제의 신분으로 학문 연구와 교육에 자신의 일생을 헌신하였다. 플라누디스는 수도원에 입원하면서 그의 원래 이름인 마누일을 막시모스로 바꾸었다.
플라누디스는 로마와 이탈리아 지역이 동로마 제국과 그리스 지방의 적성국으로 인식되고 있을 시기, 라틴 문학에 대한 풍부한 지식을 갖고 있었다. 플라누디스는 이러한 지식과 뛰어난 라틴어 실력을 갖고 있었기 때문에 안드로니코스 2세의 베네치아 사신으로 선발되기도 하였다. 플라누디스의 가장 큰 기여는 그가 남긴 수많은 번역서적들이 서유럽에서의 그리스어와 그리스 문학 연구의 발흥을 가져왔다는 점이다.